# Славное (Мстиславский район)
Славное (бел. Сла́ўнае) — деревня в Мстиславском районе Могилёвской области Республики Беларусь. Входит в состав Подсолтовского сельсовета.

## География
Расположена в 30 км на юго-запад от Мстиславля, в 10 км от железнодорожной станции Тёмный Лес (линия Орша — Сураж).
Ближайшие населённые пункты Курманово, Ионы и др.

### Гидрография
Река Реместлянка.

## История
Впервые упоминается в 1675 году в связи с основанием деревянной церкви. В 1737 году Славное — деревня в Мстиславском воеводстве, действовала церковь. В XIX веке Славное принадлежало местным панам Иванским, имение которых находилось в Курманово. По состоянию на 1880 год, значилось как село в Шамовской волости Мстиславского уезда, в 1897 году работала водяная мельница, а в 1905 году был открыт винный магазин.
В 1909 году в Шамовской волости Мстиславского уезда Могилёвской губернии.
В 1919—1924 годах деревня находилась в составе Смоленской губернии РСФСР, однако в результате первого укрупнения БССР 17 июля 1924 года была возвращена Беларуси. На базе дореволюционной была создана трудовая школа первой ступени, где в 1926 году обучалось 69 человек. В 1930 году был образован колхоз «Безбожник», который по состоянию на 1932 год объединял 17 хозяйств, имел 80 га пахотной земли, работала вовноческа.
Во время Второй мировой войны Славное с 14 июля 1941 по 29 сентября 1943 года находилось под немецкой оккупацией. По сведениям 1990 года, в деревне работали колхоз, магазин, начальная школа. В 2007 году Славное — в составе СПК «Курманово».
До 2013 года деревня входила в состав Раздельского сельсовета.

## Население

### Численность
- 2009 год — 10 жителей

### Динамика
- 1880 год — 54 жителей, 8 дворов
- 1897 год — 101 жителей, 17 дворов
- 1909 год — 99 жителей, 14 дворов
- 1990 год — 38 жителей, 24 дворов
- 2007 год — 7 жителей, 6 дворов
- 2009 год — 10 жителей (перепись населения)[2]

## Достопримечательность
- Свято-Ильинская церковь (1-я пол. XIX в., деревянная)[5][6] —  Историко-культурная ценность Республики Беларусь, шифр 513Г000517. Расположена на северо-западной окраине деревни.

## Галерея

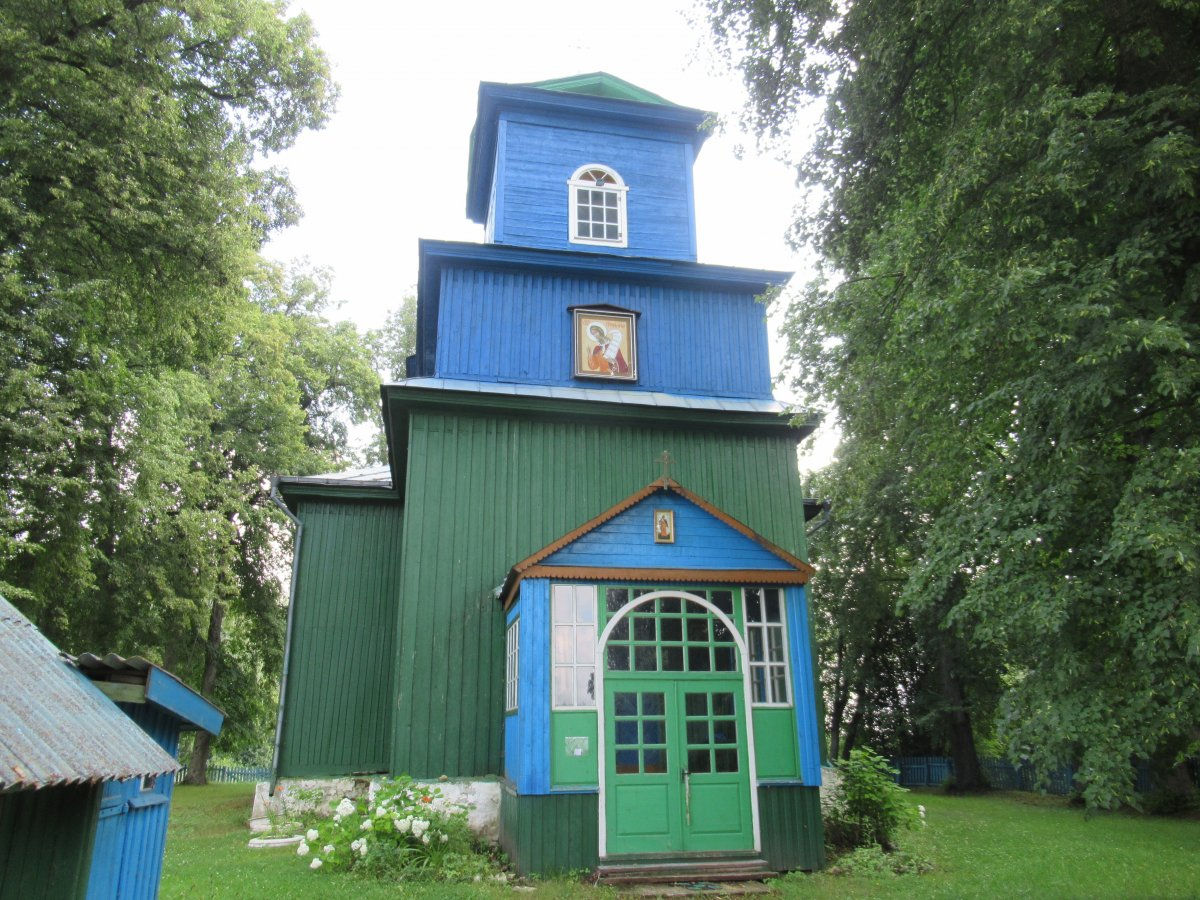
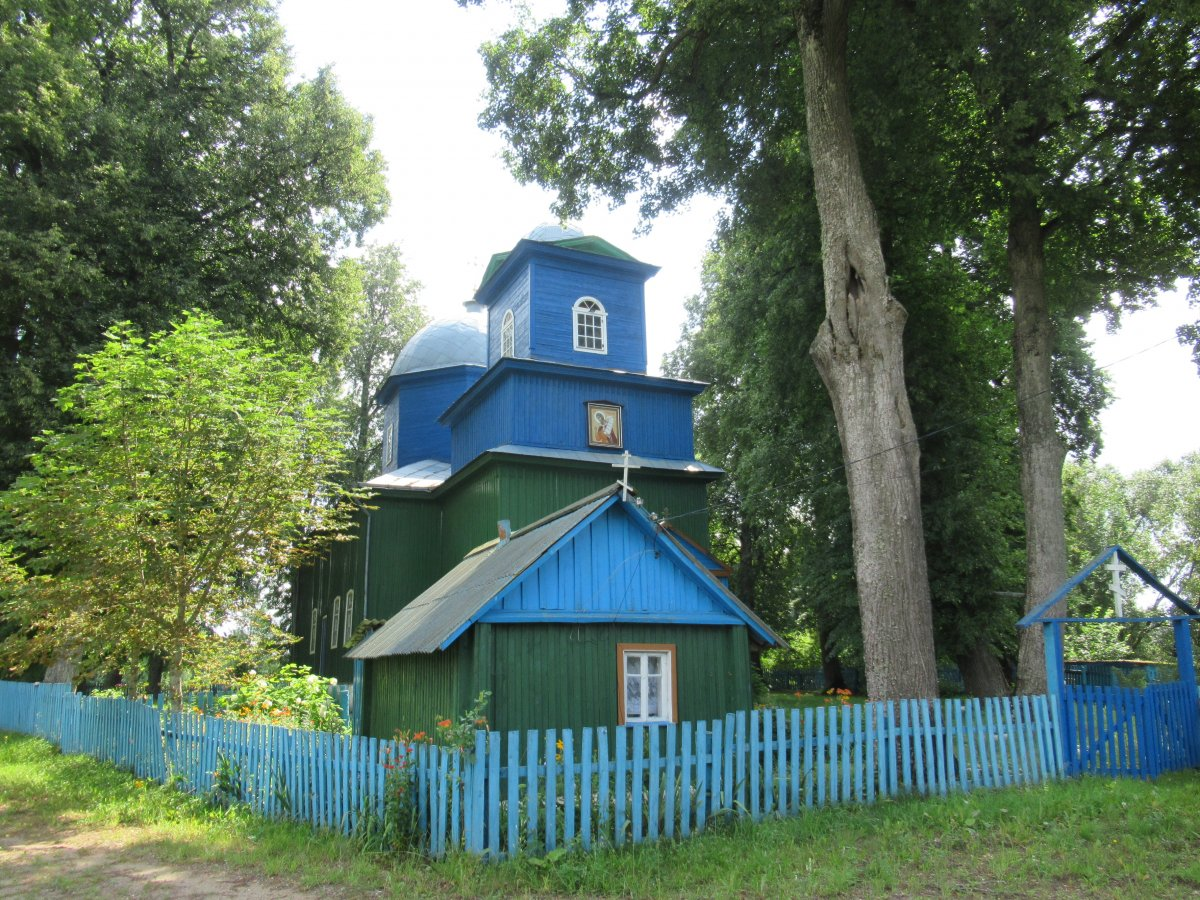
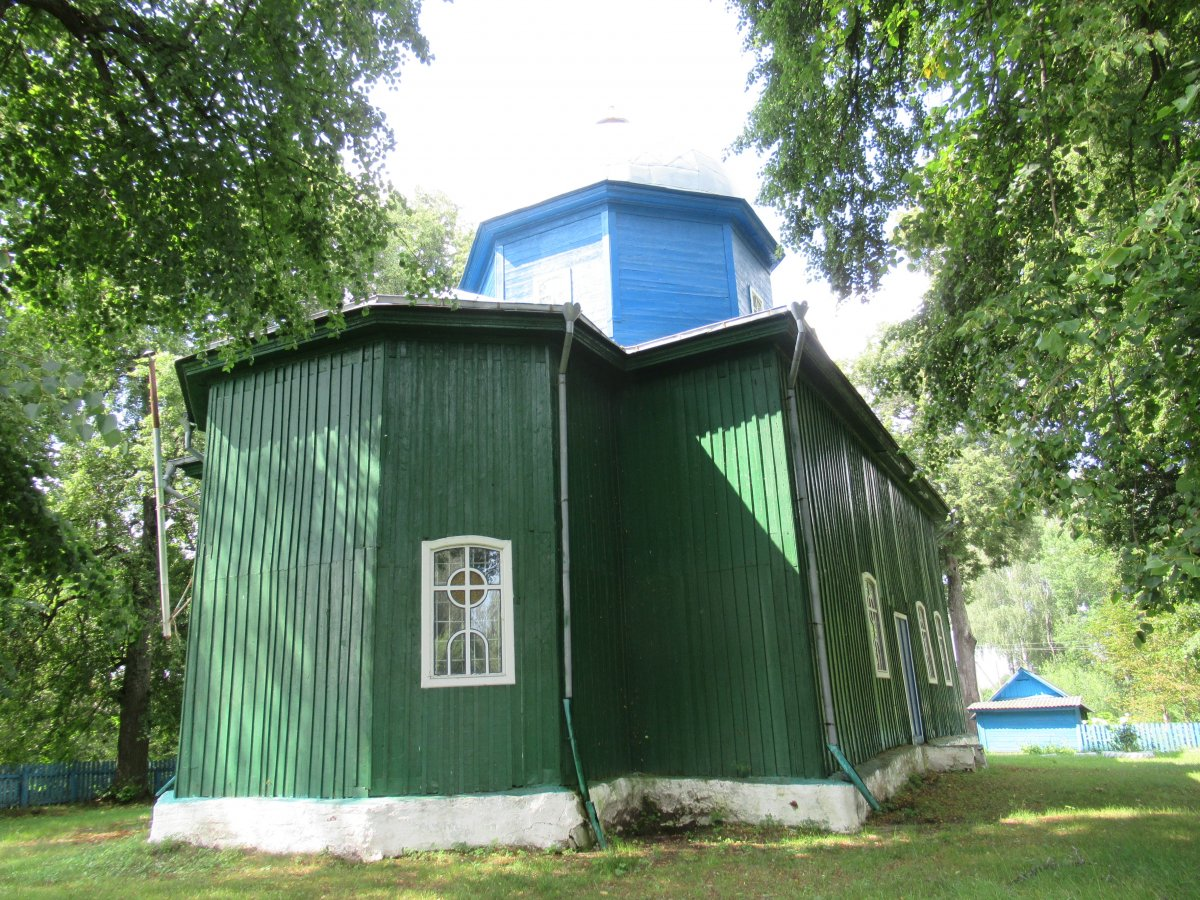